# BFC Viktoria 1889
El BFC Viktoria 1889 era un club deportivo alemán del distrito de Tempelhof en Berlín. Era principalmente conocido por su sección de fútbol, que fue uno de los clubes fundadores de la DFB en 1900. Tuvo también secciones en rugby y cricket.

## Historia
Fue fundado el 6 de junio de 1889 en el distrito de Tempelhof, en Berlín con el nombre Berlin Thorball and Football Club Viktoria (BTuFC Viktoria 89) y es el equipo más viejo de Alemania en lo que es fútbol y críquet; y también cuenta con equipo en rugby. Es un de los equipos fundadores de la Federación Alemana de Fútbol en 1900. 
Ganó 5 títulos consecutivos entre 1893 y 1897 y apareció en la final nacional en tres años consecutivos entre 1907 y 1909, siendo campeón en 1908, y un segundo título en 1911 continuando con gran éxito hasta la Primera Guerra Mundial, donde no jugaron hasta la década de 1920 en la Oberliga Berlin-Brandenburg.
En 1933 jugaron en la Gauliga Berlin-Bradenburg, una de las 16 ligas creadas en la reorganización del fútbol alemán durante el Tercer Reich con el nombre Berliner FC Viktoria 89, accediendo a la final nacional en 1 ocasión. En 1936 cambiaron su nombre por el de BFC Viktoria 89 Berlin, manteniéndose en Primera División hasta su descenso en 1938, reapareciendo en la temporada 1944/45 como el combinado KSG Lufthansa/Viktoria 89 Berlin y posteriormente el equipo fue disuelto debido a la ocupación de las fuerzas aliadas en Alemania al finalizar la Segunda Guerra Mundial.
En 1945 el equipo regresó con el nombre SG Tempelhof y reclamó su nombre original el 12 de julio de 1947, jugando por más de 3 décadas en la Oberliga Berlín, en el lado oeste de la región que no había sido dividida, ganando la división en 2 ocasiones, pero nunca llegó a avanzar de la ronda de la eliminatoria nacional. La Oberliga Berlín era muy débil y ahí formaban parte los equipos más débiles de Alemania. Con la creación de la nueva liga profesional alemana, la Bundesliga en 1963, se le concedió una plaza directa para la región de Berlín cuando los equipos de la región no se enfentaban entre sí, pero el elegido fue el Hertha BSC.
En la década de los años 1960 tuvieron serios problemas financieros causados por la división e insolación que afectaban Berlín luego de la construcción del Muro de Berlín, aunque sobrevivió jugando en la NOFV-Oberliga Nord.
Hace poco, los miembros del Lichterfelder FC decidieron mediante una votación de sus miembros la fusión con el Viktoria, la cual se oficializó el 1 de julio del 2013 para llamar al nuevo equipo FC Viktoria 1889 Berlin Lichterfelde-Tempelhof eV.

## Entrenadores
- Horst Weiß (1962-1963)
- Volkan Uluc (2009)
- Ersan Parlatan (2010-2011)
- Thomas Herbst (2011-2014)
- Simon Rösner (2014)
- Mario Block (2014-)

## Palmarés
- Campeonato Alemán (2): 1894 (no oficial),[1] 1908, 1911

- Campeonato de Brandenburgo (16): 1893, 1894, 1895, 1896, 1897, 1902, 1907, 1908, 1909, 1911, 1913, 1916, 1919, 1934, 1955, 1956

- Berliner Landespokal (6): 1907, 1908, 1909, 1926, 1927, 1953